# Đề cương các chủ đề Di truyền học
Di truyền học, khoa học nghiên cứu về gene, tính trạng và biến dị của cơ thể sống.  Di truyền học đề cập đến cấu trúc và chức năng của gen, và hành vi của gen trong tế bào hoặc cơ thể sống (vd: tính trội, di truyền học biểu sinh), mô hình di truyền từ bố mẹ sang con cái, sự phân bố gen, sự biến dị và sự thay đổi trong quần thể.

## Giới thiệu về di truyền học
- Giới thiệu về di truyền học
  - Di truyền học
    - Nhiễm sắc thể
    - DNA
    - Đa dạng di truyền
    - Phiêu bạt di truyền
    - Biến dị di truyền
    - Hệ gene
    - Tính trạng
    - Đột biến
    - Nucleotide
    - RNA

  - Giới thiệu về tiến hóa
    - Tiến hóa
    - Thuyết tiến hóa tổng hợp mở rộng
    - Sự biến đổi loài
    - Chọn lọc tự nhiên
    - Tuyệt chủng
    - Thích nghi
    - Hiện tượng đa hình
    - Dòng gen
    - Đa dạng sinh học
    - Địa lý sinh học
    - Cây phát sinh loài
    - Phân loại sinh học
    - Di truyền Mendel
    - Tiến hóa phân tử

## Phân ngành di truyền học
- Di truyền học cổ điển
- Di truyền học phát triển
- Di truyền học bảo tồn
- Di truyền học sinh thái
- Di truyền học tiến hóa
- Kỹ thuật di truyền
  - Metagenics
- Dịch tễ học di truyền
  - "Cổ di truyền học"
    - Archaeogenetics of the Near East
- Di truyền học về trí thông minh
- Xét nghiệm di truyền
- Hệ gene
- Di truyền người
  - Di truyền học tiến hóa ở người
  - Di truyền ti thể ở người
- Di truyền y học
- Di truyền vi sinh vật
- Di truyền phân tử
- Di truyền học thần kinh
- Di truyền học quần thể
- Di truyền học thực vật
- Di truyền tâm thần
- Di truyền định lượng
- Di truyền thống kê

### Các lĩnh vực đa ngành bao gồm di truyền
- Nhân chủng học tiến hóa